# Judith Bunting
Judith Ann Bunting (Peterborough, 27 novembre 1960) è una produttrice televisiva e politica britannica dei Liberal-Democratici e europarlamentare dal 2019 al 2020.

## Biografia
Si è laureata in chimica al Fitzwilliam College dell'Università di Cambridge. Per circa venti anni ha lavorato alla BBC come giornalista e produttrice di programmi documentari, come parte della serie scientifica Tomorrow's World e Horizon. È stata nominata per il Grierson Award nella categoria del miglior documentario scientifico per il film The Neanderthal Code prodotto per National Geographic Channel. In seguito associata a Flashing Lights Media, come parte di essa ha iniziato la produzione del programma per bambini Magic Hands presentato su CBeebies, i cui presentatori hanno usato il linguaggio dei segni britannico.
Membro dei Liberal-Democratici, ha corso per la Camera dei comuni con questo partito. Alle elezioni europee del 2019, ha ottenuto il mandato di deputato nella IX legislatura.